# La Asunta (La Paz)
La Asunta ist eine Landstadt im Departamento La Paz im südamerikanischen Andenstaat Bolivien.

## Lage im Nahraum
La Asunta liegt in der Provinz Sud Yungas und ist zentraler Ort des Cantón La Asunta und des Municipio La Asunta. Die Ortschaft liegt auf einer Höhe von 745 m oberhalb des linken Ufers des Río Boopi, der sich aus dem von La Paz aus südwestlicher Richtung her zufließenden Río de la Paz bildet und zum Río Beni hin entwässert.

## Geographie
La Asunta liegt an den Osthängen der bolivianischen Cordillera Central, zwischen den Anden-Gebirgsketten der Cordillera Occidental im Westen und der Cordillera de Cocapata im Osten.
Die Jahresdurchschnittstemperatur der Ortschaft liegt bei 23 °C (siehe Klimadiagramm La Asunta), der Jahresniederschlag beträgt etwa 1.300 mm. Die Region weist ein ausgeprägtes Tageszeitenklima auf, die Monatsdurchschnittstemperaturen schwanken nur unwesentlich zwischen gut 20 °C im Juni/Juli und 25 °C im November/Dezember. La Asunta weist eine kurze Trockenzeit mit Monatsniederschlägen von 25 mm in den Monaten Juni und Juli auf, in der Feuchtezeit erreichen die Monatswerte bis 200 mm von Dezember bis Februar.

## Coca-Anbau
Laut einem UN-Bericht von 2008 ist La Asunta die bolivianische Gemeinde mit der höchsten Produktion von Cocablättern. 90 % der Bevölkerung arbeitete in der Landwirtschaft und die meisten davon bauten Coca an. Cocablätter werden seit Jahrtausenden von den Indigenen unter anderem als Medizin genutzt.

## Verkehrsnetz
La Asunta liegt in einer Entfernung von 217 Straßenkilometern nordöstlich von La Paz, der Hauptstadt des gleichnamigen Departamentos.
Von La Paz führt die asphaltierte Nationalstraße Ruta 3 in östlicher Richtung sechzig Kilometer über den Pass La Cumbre bis Unduavi, von dort zweigt die Ruta 25 ab, die als unbefestigte Landstraße weiter in südöstlicher Richtung über siebzig Kilometer bis Chulumani und danach weiter nach Osten führt. Von Chulumani führt eine unbefestigte Straße über Tajma weiter nach Nordosten. Diese Straße entlang des Río Boopi ist immer wieder durch Erdrutsche gefährdet und nicht ganzjährig befahrbar. Nach 87 Kilometern erreicht man La Asunta, von dort führt sie weiter flussabwärts über Cotapata zur Ortschaft Puerto Rico am Río Boopi.

## Bevölkerung
Die Einwohnerzahl der Ortschaft ist in den vergangenen beiden Jahrzehnten auf mehr als das Doppelte angestiegen:
| Jahr | Einwohner | Quelle       |
| ---- | --------- | ------------ |
| 1992 | 949       | Volkszählung |
| 2001 | 1466      | Volkszählung |
| 2012 | 2143      | Volkszählung |
| 2024 |           | Volkszählung |

Aufgrund der historischen Bevölkerungsentwicklung weist die Region einen relativ hohen Anteil an Aymara-Bevölkerung auf, im Municipio La Asunta sprechen 59,3 Prozent der Bevölkerung Aymara.